# Von Mädchen und Pferden
Pour plus de détails, voir Fiche technique et Distribution.
Von Mädchen und Pferden (littéralement, Des filles et des chevaux), ou Of Girls and Horses pour le titre international, est un film allemand réalisé par Monika Treut en 2014.

## Synopsis
Alex (Ceci Schmitz-Chuh), une jeune fille de 16 ans est en décrochage scolaire. 
Dans une dernière tentative pour mettre Alex sur le droit chemin, sa mère adoptive l'inscrit à un stage dans une ferme.
Bien qu'Alex n'apprécie pas la vie à la ferme, elle s'intéresse petit à petit aux chevaux.

## Fiche technique
- Titre international : Of Girls and Horses
- Titre original : Von Mädchen und Pferden
- Réalisation et scénario : Monika Treut
- Producteur exécutif :
- Musique :
- Pays d'origine :  Allemagne
- Genre : Drame, romance saphique
- Durée : 82 minutes (1 h 22)
- Date de sortie : 4 décembre 2014  Allemagne

## Distribution
- Ceci Schmitz-Chuh (de) : Alex
- Alissa Wilms (de) : Kathy
- Vanida Karun (de) : Nina
- Ellen Grell : Christine
- Ulrike Ehlers
- Peter Möller Ehlers
- Anna Ehlers
- Kevin Ehlers
- Marvin Ehlers
- Louise Foos
- Manfred Geier
- Volker Ingwersen
- Franziska Jung
- Lena Kirch
- Alina Meyer